# Гомпертсгаузен
Гомпертсгаузен (нім. Gompertshausen) — громада в Німеччині, розташована в землі Тюрингія. Входить до складу району Гільдбурггаузен. Складова частина об'єднання громад Гельдбургер-Унтерланд.
Площа — 14,78 км2. Населення становить Невірний параметр metadata 16 069 015 ос. (станом на 31 грудня 2021).

## Галерея

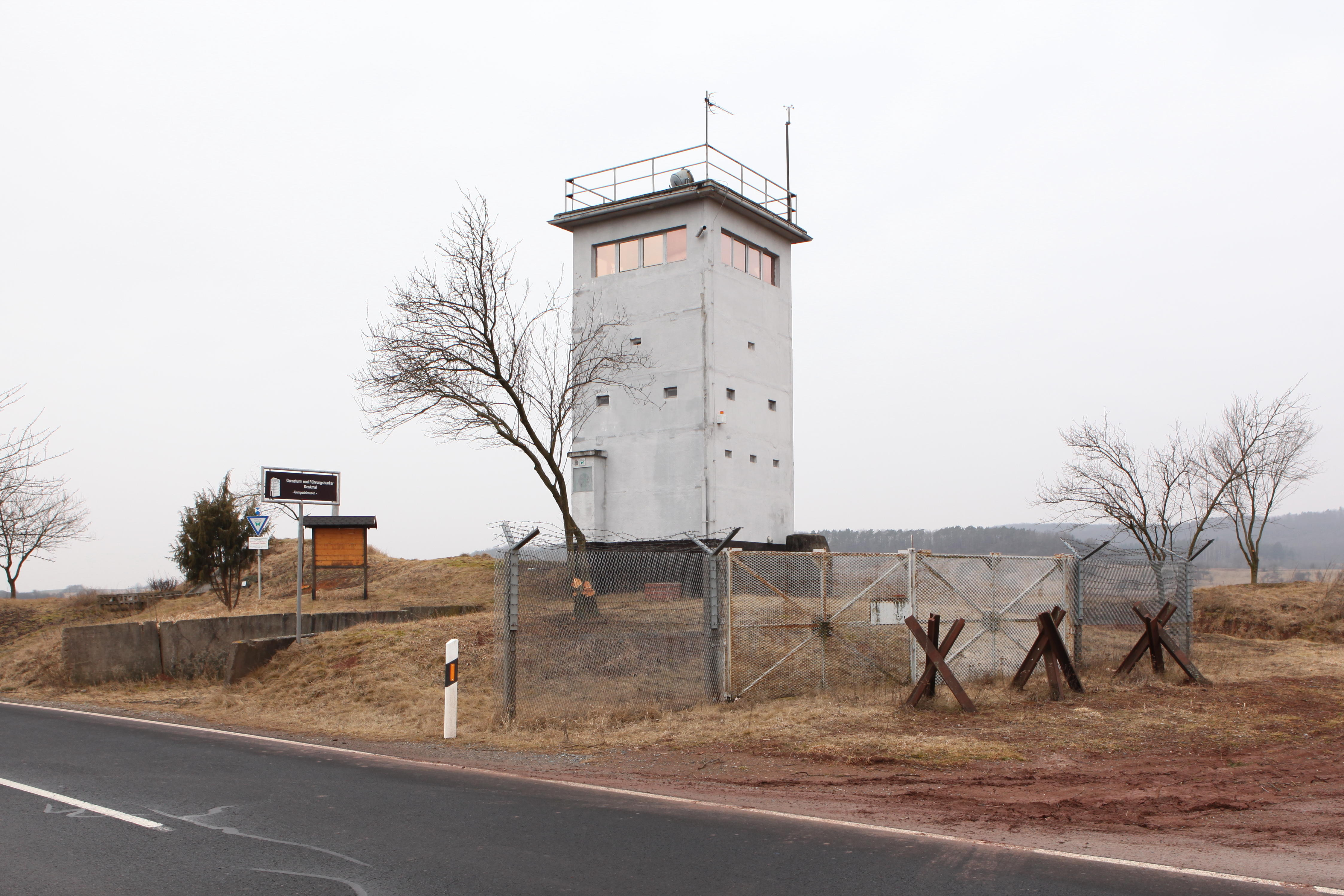